# بابا مالي
بابا مالي (بالإنجليزية: Papa Mali)‏ هو مغني وكاتب أغاني أمريكي، ولد في 6 مايو 1957 في فيكسبيرغ في الولايات المتحدة.

## وصلات خارجية
- بابا مالي على موقع ميوزك برينز (الإنجليزية)
- بابا مالي على موقع أول ميوزيك (الإنجليزية)
- بابا مالي على موقع ديسكوغز (الإنجليزية)